# Vibrofonçage
Le vibrofonçage est un effet produit par un vibrateur ou mouton utilisé en génie civil pour enfoncer des éléments dans le sol.

## Définition
L'utilisation de vibrations longitudinales forcées pour faciliter la pénétration par fonçage dans le sol d'éléments verticaux (profilés, tubes, Palplanches) en règle générale métalliques s'est développée dans les travaux publics depuis les années 1950. Ce procédé du génie civil est maintenant couramment désigné par le terme « vibrofonçage ». On s'est en effet rapidement rendu compte de son efficacité et de son rendement dans beaucoup de conditions de terrain. C'est d'abord en URSS que cette technique s'est largement développée, puis en Europe et dans le monde, la France étant très présente dès l'origine dans la mise au point et l'utilisation de matériels spécialisés.

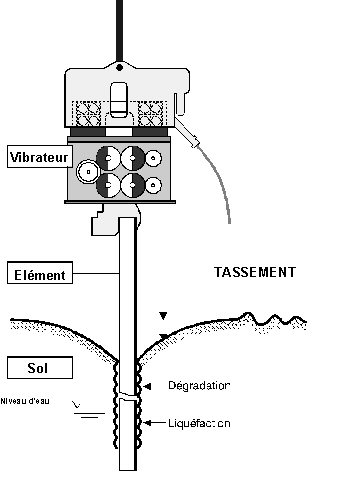
Vibrofonçage : représentation schématique

Il est facile de soumettre un élément rigide linéaire suspendu à des vibrations forcées longitudinales, en utilisant un vibrateur comportant un nombre pair de masselottes excentrées disposées symétriquement par rapport à l'axe vertical de l'élément et tournant en sens inverses. Si les masselottes tournent à vitesse constante, l'excitation est sinusoïdale ; et pour un élément suspendu qui n'est soumis qu'à l'action de la gravité et à celle du vibrateur, on obtient rapidement un régime stable d'ondes stationnaires : toutes les sections de l'élément vibrent en phase ; s'il n'y a pas d'amortissement interne dans l'élément, l'énergie consommée est théoriquement nulle. Dans la réalité il y a perte d'énergie dans le système mécanique par échauffement. L'élément lui-même est soumis à des efforts dont la moyenne dans le temps est nulle.
Sous son poids et s'il est soumis, en plus, à un effort constant vers le bas (ou vers le haut dans le cas d'arrachage), l'élément ainsi « vibré » pénètre dans le sol (ou en sort). Le vibrateur fournit alors de l'énergie à l'élément, énergie dissipée dans le sol. L'expérience montre que cette énergie est en règle générale très bien utilisée, car la pénétration par fonçage est grandement facilitée par les vibrations. La pénétration n'est plus possible ou devient trop lente si le vibrateur n'est plus capable de fournir l'énergie qui lui est demandée, ou si l'effort de fonçage ne peut plus vaincre la résistance à la pénétration du sol. Le vibrofonçage est un procédé qui soumet, en partie courante, l'acier -ou le matériau constitutif du pieu- à des contraintes qui restent nettement inférieures à sa limite élastique, il est peut-être moins performant que le battage dans les terrains ayant une forte résistance à la pénétration, dans lesquels, il est indispensable de contrôler le battage pour ne pas soumettre le matériau à des contraintes excessives susceptibles de le déformer. En règle générale, le vibrofonçage est bien indiqué dans les terrains sableux, saturés ou non, et dans les terrains alluvionnaires; son utilisation reste possible dans d'autres types de terrains, comme le montrent les essais faits à Merville (argile raide des Flandres) par le LCPC dans le cadre du Projet National Vibrofonçage.

## Historique

Vibrofonçage en ville dans les années 1960

Simultanément en Allemagne et en Russie au début des années 1930 est apparue la technique de fonçage par vibrage pour mettre en place des pieux dans le sol. La première application commerciale fut réalisée par HERTWIG en 1932. Un vibrateur est utilisé pour foncer par vibrage des pieux en bois pour les fondations de la Technische Hochschule in Berlin Charlottenburg. Dans l'ancienne URSS, le concept de fonçage par vibrage est formulé par Pavyluk en 1931 comme une conséquence de ses recherches en dynamique des sols sur les vibrations entretenues. Barkan a traduit ce travail en 1963. C'est en 1949, sur le chantier du barrage hydroélectrique de Gorki (URSS), que pour la première fois dans l'histoire du Génie Civil, on a procédé au fonçage de palplanches métalliques par vibrage, avec la mise en place de près de 4000 éléments de palplanches. Par la suite, les recherches fondamentales et appliquées se sont poursuivies. L'utilisation des vibrateurs s'est développée et au début des années soixante, des appareils sont fabriqués en Allemagne, en France, aux Pays-Bas, aux USA, en URSS et au Japon.
L'évolution de la technologie a entraîné :
- le remplacement progressif des vibrateurs électriques par des vibrateurs hydrauliques ;
- l'augmentation de la vitesse de rotation des masses excentriques ;
- la mise au point de systèmes de déphasage des masses excentriques (vibrateurs à moment variable) qui permettent d'exécuter des travaux de vibrofonçage en zone sensible. Le premier système opérationnel a été inventé et breveté par C. Houze de la société PTC en 1989 ;
- la publication en 2006 du premier Guide Technique du Vibrofonçage qui est l'aboutissement du Projet National Vibrofonçage, opération du Réseau Génie Civil et Urbain des ministères de l'Équipement et de la Recherche[3] et piloté par l'IREX[4], qui a débuté en novembre 2000 pour se terminer en décembre 2005.

## Théorie
Les vibrations générées par le vibrateur puis transmises au sol par l'intermédiaire du profilé permettent l'enfoncement de celui-ci si l'énergie est suffisante pour vaincre la résistance du sol. Le profilé s'enfonce alors sous son propre poids et celui du vibrateur avec des vitesses de pénétration pouvant aller jusqu'à plusieurs mètres par minute.

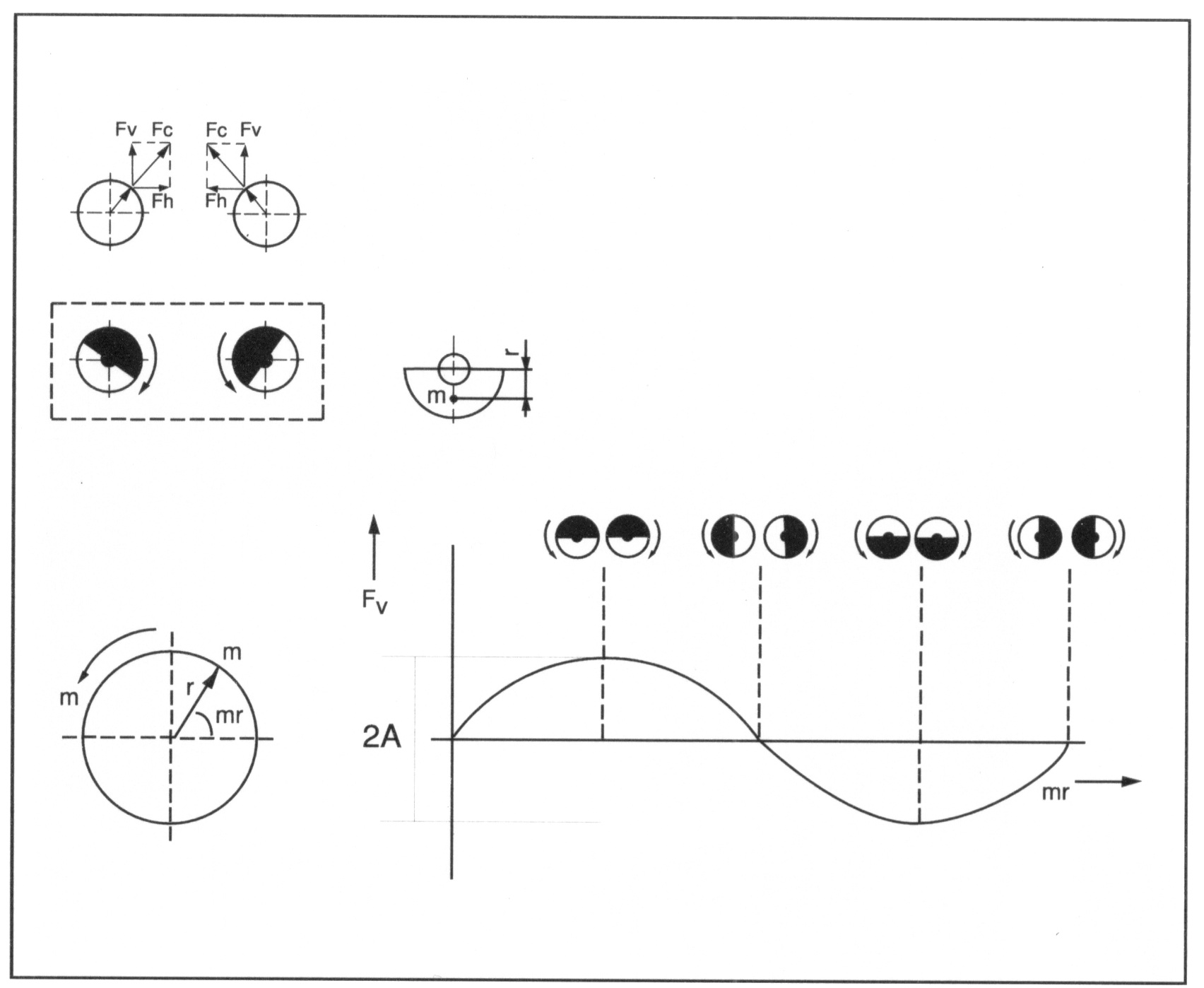
Principe de fonctionnement d'un vibrateur

La vibration est générée par des balourds (ou masses excentriques ou masselottes), en nombre pair, tournant à la même vitesse, mais en sens opposés, de sorte que les composantes horizontales de la force centrifuge s'annulent : la résultante est une force verticale d'intensité sinusoïdale.
Actuellement, les masses excentriques sont entraînées par des moteurs hydrauliques, alimentés par une centrale à débit variable. La motorisation hydraulique présente de nombreux avantages tels qu'un bon rapport poids/puissance, une grande souplesse d'utilisation avec des performances élevées et des possibilités de réglage de la vitesse de rotation et donc de la fréquence des masses excentriques. Selon le vibrateur hydraulique, les masses excentriques tournent à des vitesses comprises entre 1 200 et 3 000 tr/min, soit de fréquences de 20 à 50 Hz.
L'expérience montre que pour foncer par vibrage un pieu, il faut que l'amplitude de déplacement ou de service (déplacement vertical maximal (crête à crête) du système vibrant libre au cours d'une rotation des excentriques) soit supérieure à 4 mm. Elle est fonction du moment excentrique, de la fréquence et du poids total du système « vibrateur-profilé ».

## Matériels
Le fonçage par vibrage d'un élément rigide dans le sol nécessite l'utilisation d'un vibrateur et d'un système de guidage.

### Systèmes de guidage

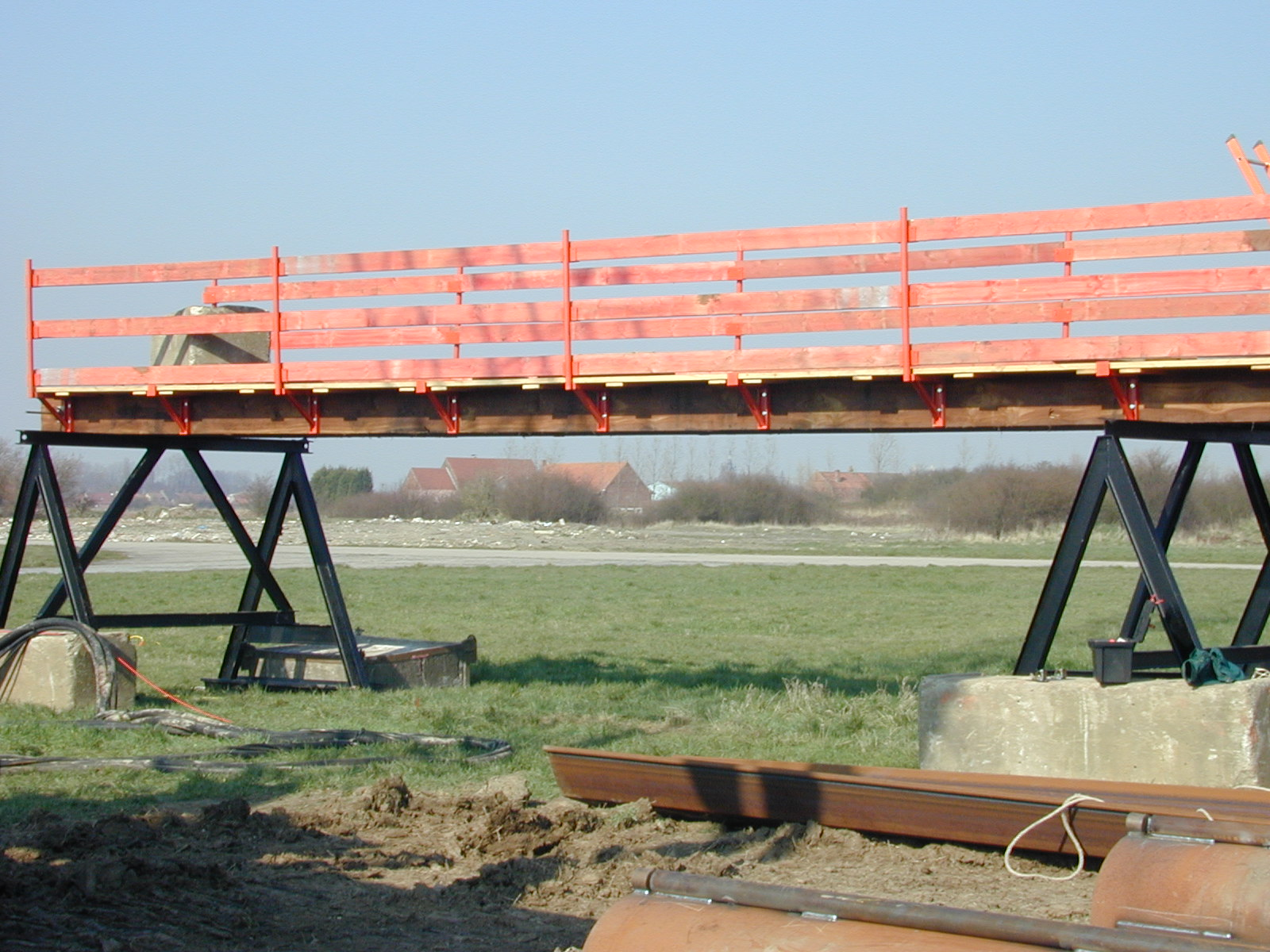
Guide de battage en bois

Les systèmes de guidage qui sont utilisés pour foncer des pieux par vibrage sont les mêmes que ceux utilisés pour le battage. Il se fait principalement suivant deux méthodes : le mât de battage ou le guide de battage.

### Mât de battage
En mode guidé sur mât, le porteur hydraulique (engin de chantier) est équipé d'un mât de guidage sur lequel coulisse le vibrateur dans un système de rails : le vibrateur est solidaire du mât. Le positionnement et le contrôle de la verticalité ou de l'inclinaison sont grandement facilités. Ce mode est le plus adapté pour la mise en œuvre d'éléments inclinés. Mais il n'est pas adapté à la mise en place de pieux de grand diamètre.

### Guide de battage
En mode pendulaire, le mouton est suspendu au câble d'une grue à flèche. Pour foncer un élément, il faut avant de positionner le vibrateur dessus le maintenir dans un guide ou châssis de fonçage.

### Vibrateurs hydrauliques

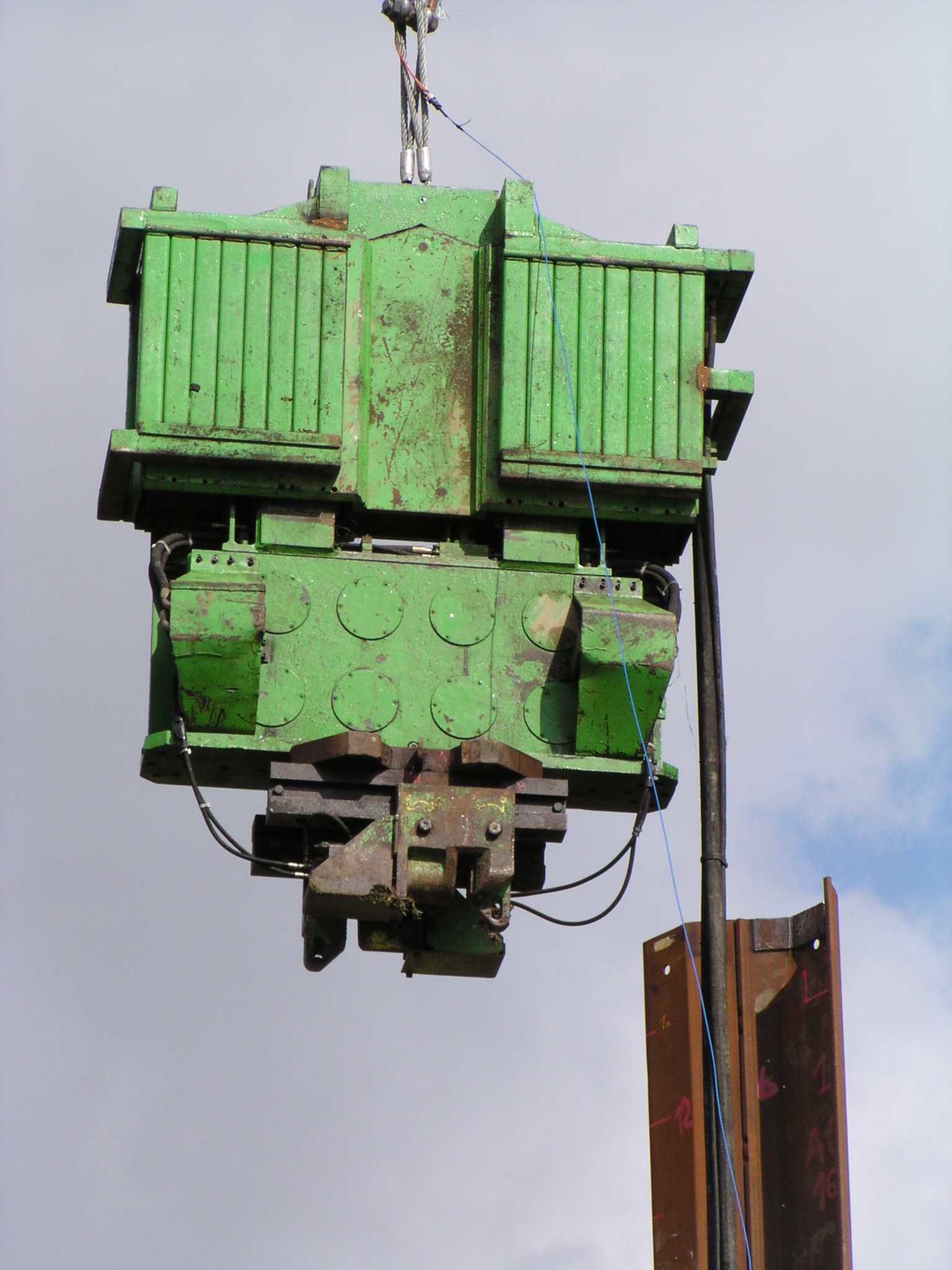
Vibrateur à fréquence standard avec masse additionnelle

Les vibrateurs les plus couramment utilisés sont alimentés par un groupe hydraulique. Il en existe deux grandes familles : les vibrateurs à moment fixe (fréquence standard et haute fréquence) et les vibrateurs à moment d'excentricité variable. Le vibrateur est constitué essentiellement d'un boîtier vibrant, d'un étrier de suspension, d'un casque et d'une masse statique.
Les vibrateurs à fréquence standard présentent à la fois une bonne robustesse, une amplitude importante et une force centrifuge élevée. Ils sont adaptés pour le vibrofonçage de palplanches et de profilés de grandes dimensions, en conditions difficiles.
Les vibrateurs à « haute fréquence » combinent une faible amplitude de la force et une fréquence élevée. Le moment excentrique réduit signifie que le vibrateur atteint rapidement son régime de travail en limitant donc le phénomène de sensibilité des sols lors des phases de démarrage et d'arrêt.
Les vibrateurs à moment d'excentricité variable fonctionnent avec un déphasage des masses excentriques lors des phases de démarrage et d'arrêt, ce qui permet de ne pas générer de vibrations dans le sol lorsque la fréquence de fonctionnement est inférieure à 33 Hz. Ils peuvent être pilotés par un ordinateur pour permettre de contrôler à l'aide de mesures in-situ le niveau des vibrations transmises à l'environnement.
De par leur technologie, les vibrateurs hydrauliques ainsi que les marteaux hydrauliques peuvent être utilisés aussi bien en site terrestre, à l'air libre, qu'en site aquatique sous l'eau.